# Kombach (Bleidenbach)
Der Kombach ist ein gut zwei Kilometer langer, westlicher und linker Zufluss des Bleidenbachs auf dem Gebiet der Gemeinde Weilmünster im hessischen Landkreis Limburg-Weilburg.

## Verlauf
Der Kombach entspringt im Hasselborner Hintertaunus auf einer Höhe von etwa 290 m ü. NHN in einer Wiese zwischen dem Marktflecken Weilmünster im Osten und dem Weilmünsterer Ortsteil Aulenhausen im Westen. Seine Quelle liegt südlich der Kreisstraße 442 (Aulenhäuser Straße) und gut zweihundert Meter westlich der Gemarkungsgrenze zu Aulenhausen. Südwestlich davon liegen die Habacherhöfe.
Der Kombach fließt zunächst etwa einen halben Kilometer in östlicher Richtung durch das mit vereinzelten Gehölze bewachsene Grünland der Flur Habach, wechselt dann nach Südosten und läuft danach durch Feuchtwiesen und Äcker der gleichnamigen Flur. Er zieht nun ostsüdostwärts an einem großen Heckenbestand in der Flur Der Kombacher Berg vorbei, dreht dann seinen Lauf kurz nach Süden und dann gleich wieder nach Südsüdosten und betritt danach des Naturschutzgebiets Wacholderheide bei Weilmünster.
Vor dem Kombacher Hof verschwindet er verrohrt in den Untergrund, kreuzt noch die L 3054 (Laubusbacher Straße) und mündet schließlich in der Nähe eine Freibades nördlich der Pröser-Mühle unterirdisch verdolt auf einer Höhe von etwa 196 m von links in den aus dem Süden heranziehenden Bleidenbach.

## Daten
Der Kombach ist ein grobmaterialreicher und silikatischer Mittelgebirgsbach. Er entwässert über den Bleidenbach, die Weil, die Lahn und den Rhein in die Nordsee. Der Höhenunterschied von seiner Quelle bis zu seiner Mündung beträgt 94 m, was bei einer Lauflänge von etwa 2,1 km einem mittleren Sohlgefälle von etwa 44 ‰ entspricht.